# Chrysobothris aerea
Chrysobothris aerea es una especie de escarabajo del género Chrysobothris, familia Buprestidae. Fue descrita científicamente por Chevrolat en 1834.